# Donovan Alexander
 (juillet 2024).
Si vous disposez d'ouvrages ou d'articles de référence ou si vous connaissez des sites web de qualité traitant du thème abordé ici, merci de compléter l'article en donnant les références utiles à sa vérifiabilité et en les liant à la section « Notes et références ».
 (juillet 2024).
Donovan Eaton Alexander, né le 3 avril 1985, est un ancien demi défensif professionnel du football canadien. Il a été repêché par les Alouettes de Montréal au troisième tour du repêchage 2007 de la LCF. Il a signé un contrat avec les Seahawks de Seattle en tant qu'agent libre non repêché en 2008 et, après sa libération, a signé avec les Alouettes la même année. Il a ensuite joué pour les Roughriders de la Saskatchewan pendant deux saisons et pour les Eskimos d'Edmonton pendant trois saisons avant de signer un contrat avec les Blue Bombers de Winnipeg. En 2012, il a été nommé joueur étoile de l'Ouest avec les Eskimos. Il a joué au football universitaire à l'Université du Dakota du Nord. Il a pris sa retraite en novembre 2014.

## Vie privée
À l'université, Donovan a étudié les communications, se spécialisant dans la résolution de conflits, la diffusion médiatique et la communication interpersonnelle. Il a ensuite choisi de poursuivre une carrière dans l'éducation à Winnipeg, au Manitoba. Jusqu'en 2022, il a consacré son temps à l'entraînement des équipes sportives scolaires.
Donovan est marié à Jennifer, et ensemble, ils ont deux enfants, Lincoln (surnommé Link) et Yvette (Ivy) Alexander.